# آزمون هوش بزرگسالان وکسلر
مقیاس هوش بزرگسالان وکسلر (به انگلیسی: Wechsler Adult Intelligence Scale) به اختصار WAIS، یک تست مقیاسی بوده که برای سنجش بهره هوشی و مهارت شناختی در بزرگسالان و نوجوانان مسن‌تر طراحی شده‌است. تست اصلی (فرم I) در فوریه ۱۹۵۵ توسط دیوید وکسلر، به عنوان یک تجدید نظر در مقیاس هوش وکسلر-بلیو، ارائه گردید. در حال حاضر نسخه چهارم (WAIS-IV) آن که در سال ۲۰۰۸ توسط پیرسون منتشر شده، پرکاربردترین تست هوش، هم برای بزرگسالان و هم برای نوجوانان مسن تر، در جهان است.

## تاریخچه
WAIS مبتنی بر تعریف وکسلر از هوش است، که او آن را اینگونه تعریف کرد: «... ظرفیت جهانی یک فرد برای عمل هدفمند، تفکر منطقی و برخورد مؤثر با محیط خود». او معتقد بود که هوش از عناصر خاصی تشکیل شده‌است که می‌توان آنها را جدا، تعریف و سپس اندازه‌گیری کرد. با این حال، این عناصر منفرد، کاملاً مستقل نبوده، و ارتباط تنگاتنگی با یکدیگر دارند. به عبارت دیگر، استدلال او این است که هوش عمومی از کارکردها یا عناصر مختلفی خاص و مرتبط با یکدیگر تشکیل شده‌است که می‌توان آنها را به صورت جداگانه اندازه‌گیری کرد. این نظریه تفاوت زیادی با مقیاس هوش بینه داشت که در روزگار وکسلر به‌طور کلی مرجع عالی تست هوش تلقی می‌شد. نسخه جدید به شدت اصلاح شده مقیاس بینه، که در سال ۱۹۳۷ منتشر شد، انتقادات زیادی از سوی دیوید وکسلر (از نام او مقیاس هوشی اولیه وکسلر-بلیو و مقیاس IV هوش بزرگسالان وکسلر گرفته شد) دریافت کرد.
- وکسلر یک مدافع بسیار تأثیرگذار برای مفهوم عوامل غیرعقلانی بود، او احساس می‌کرد که مقیاس بینه در سال ۱۹۳۷ کار خوبی برای گنجاندن این عوامل در مقیاس انجام نداد (عوامل غیرعقلانی متغیرهایی در نمره کلی هوشی هستند، اما از آیتم‌های مرتبط با هوش تشکیل نشده‌اند. این موارد شامل مواردی مانند عدم اعتماد به نفس، ترس از شکست، نگرش‌ها و غیره می‌شود).[۳][۴]
- وکسلر با ایده یک نمره واحد که آزمون بینه ارائه می‌داد موافق نبود.[۴]
- وکسلر استدلال می‌کرد که آیتم‌های مقیاس بینه برای شرکت کنندگان در آزمون بزرگسالان معتبر نیستند، زیرا این آیتم‌ها به‌طور خاص برای استفاده با کودکان انتخاب شده‌اند.[۴]
- تأکید مقیاس بینه بر سرعت انجامِ کارهای زمان‌بندی‌شدهٔ پراکنده در سراسر مقیاس، باعث ناتوان نشان دادن بیش از حد افراد مسن می‌شد.
- وکسلر معتقد بود که «رشد سنی ذهن» به وضوح برای تمام بزرگسالان اعمال نمی‌شود و تست بینهٔ موجود در آن زمان این مفهوم را در نظر نمی‌گرفت که عملکرد فکری ممکن است با بزرگتر شدن فرد بدتر شود.[۴]

این انتقادات از آزمون بینه ۱۹۳۷ به تولید مقیاس وکسلر-بلیو کمک کرد، که در سال ۱۹۳۹ منتشر شد. با این حال، WAIS-IV امروزی با ترکیب یک نمره کلی، با استفاده از چندین کار زمان‌بندی شده، تمرکز بر عوامل عقلانی، بسیاری از این انتقادات را در تناقض قرار داده‌است. اگرچه شیوه‌ها و معیارهای این مقیاس به کلی نسبت به موارد مطرح شده توسط وکسلر، تغییر کرده (در WAIS-IV امروزی)، بسیاری از مفاهیم اصلی که وکسلر آن‌ها را عنوان می‌کرد، به استانداردهایی در آزمون روانی، از جمله مفهوم مقیاس نقطه‌ای و مفهوم مقیاس عملکرد، تبدیل شده‌اند.

## مقیاس هوش وکسلر-بلیو
مقیاس هوش وکسلر-بلیو در دهه ۱۹۳۰ از جهاتی هوشمندانه محسوب می‌شد:
1. جمع‌آوری معیارها و اطلاعات برای اهداف بالینی برای درمان و مشکلات ذهنی[۵]
2. از مفهوم مقیاس امتیازی به جای مقیاس سنی استفاده کرد[۶]
3. شامل مقیاس عملکرد غیر کلامی بود[۷]

### مفهوم مقیاس امتیازی
در مقیاس بینه (قبل از نسخه ۱۹۸۶) آیتم‌ها بر اساس سطح سنی گروه‌بندی شدند. هر یک از این سطوح سنی از گروهی از وظایف تشکیل شده بود که دو سوم تا سه چهارم افراد در آن سطح می‌توانستند از عهده آنها برآیند. این مسئله به این معنی بود که معیارها بر اساس محتوا چیده نشده بودند. علاوه بر این، فردی که در آزمون بینه شرکت می‌نمود تنها در صورتی نتیجه معتبر دریافت می‌کرد که تعداد معینی از وظایف تکمیل شده باشد. این بدان معناست که کوتاه، فقط در انجام یک وظیفه، منجر به عدم اعتبار آزمون می‌شد (به عنوان مثال، اگر گذراندن سه کار از چهار کار برای دریافت اعتبار مورد نیاز بود، پس گذراندن دو کار اعتباری به همراه نداشت).
مفهوم مقیاس امتیازی به‌طور قابل توجهی روش آزمایش را با اختصاص امتیاز به هر آیتم تغییر داد. این روش دو تأثیر بزرگ به همراه داشت، اجازه می‌داد تا آیتم‌ها بر اساس محتوا گروه‌بندی شوند و شرکت‌کنندگان می‌توانستند تعداد معینی از امتیازها یا امتیازات را برای هر مورد دریافت کنند. نتیجه، آزمونی بود که می‌توانست از حوزه‌های محتوایی مختلف (یا خرده‌آزمون‌ها) با نمره کلی و نمره برای هر حوزه محتوا تشکیل شود و به نوبه خود، این امکان را برای تجزیه و تحلیل توانایی یک فرد در زمینه‌های مختلف محتوایی (در مقابل یک نمره کلی) فراهم می‌کرد.

### مقیاس عملکرد غیرکلامی
مقیاس عملکرد غیرکلامی نیز تفاوت مهمی با مقیاس بینه داشت. مقیاس بینه در آن زمان به دلیل تأکید بر زبان و مهارت‌های کلامی به‌طور مداوم و پیوسته مورد انتقاد قرار گرفته بود. وکسلر یک مقیاس کامل طراحی کرد که امکان اندازه‌گیری هوش غیرکلامی را فراهم کرد که به عنوان مقیاس عملکرد شناخته شد. این مقیاس به یک سوژه نیاز داشت تا به جای پاسخ دادن به سؤالات، به‌طور فعال کاری انجام دهد، مانند کپی کردن نمادها یا اشاره به جزئیات گمشده در یک تصویر. این موضوع یک پیشرفت مهم بود، زیرا سعی در غلبه بر تعصبات ناشی از «زبان، فرهنگ و آموزش» داشت. علاوه بر این، این مقیاس همچنین فرصتی برای مشاهده نوع متفاوتی از عملکرد رفتاری فراهم کرد، زیرا نیاز به یک نوع فعل فیزیکی داشت. پزشکان می‌توانستند مشاهده کنند که یک شرکت‌کننده چگونه به «تلاش پایدار، تمرکز و توجه» که در انجام وظایف عملکردی مورد نیاز است، واکنش نشان می‌دهد.
از آنجایی که مقیاس وکسلر-بلیو اولین مقیاسی بود که به‌طور مؤثر از مقیاس عملکرد استفاده و امکان مقایسه مستقیم هوش کلامی و غیرکلامی در افراد را فراهم می‌نمود. هرچند که مقیاس بینه در برخی از تست‌های خود دارای وظایف عملکردی بود، اما این آزمون‌ها برای کودکان کوچکتر مورد استفاده قرار می‌گرفتند. مقیاس هوش وکسلر-بلیو همچنین از این نظر منحصر به فرد بود که می‌توانست آزمایشاتی، از جمله معیارهای «عملکردی» در مقیاس بین‌المللی عملکرد لِیتِر، را به عنوان مکمل یا جایگزین در نظر گرفته بگیرد.

## محدوده سنی و موارد استفاده
مقیاس WAIS-IV برای استفادهٔ افراد ۱۶ تا ۹۰ ساله در نظر گرفته شده‌است. برای افراد کمتر از ۱۶ سال، مقیاس هوش وکسلر پیش دبستانی و ابتدایی (WPPSI، ۲/۵ تا ۷ سال و ۷ ماه) و مقیاس هوش وکسلر برای کودکان (WISC، ۶ تا ۱۶ سال) استفاده می‌شود.
تست‌های هوش ممکن است برای ارزیابی سطح عملکرد شناختی در افراد مبتلا به بیماری روانی یا آسیب مغزی از جمله زوال عقل، و پارکینسون مورد استفاده قرار گیرد. روانشناسان توانبخشی و روانشناسان عصبی از تست‌های عصب روانشناختی (از جمله WAIS-IV) برای ارزیابی نحوه عملکرد مغز فرد پس از آسیب دیدگی استفاده می‌کنند. خرده آزمون‌های خاص می‌توانند بینشی در مورد عملکردهای شناختی خاص ارائه دهند، به عنوان مثال، از آزمون فرعی فاصله رقمی می‌توان برای جستجوی مشکلات توجه استفاده کرد.
آزمون‌های وکسلر همچنین می‌توانند برای شناسایی استعدادهای فکری، مورد استفاده قرار گیرند و معمولاً به عنوان آزمونی در سازمان‌ها و شغل‌های نیازمند IQ بالا، به کار گرفته می‌شوند.

## برای مطالعهٔ بیشتر
- Matarazzo, Joseph D. (1972). Wechsler's Measurement and Appraisal of Adult Intelligence (5th and enlarged ed.). Baltimore: Williams & Witkins.
- R. D. Savage (April 1974). "Wechsler's Measurement and Appraisal of Adult Intelligence, 5th ed". British Journal of Industrial Medicine (Review). 31 (2): 169. PMC 1009574.
- Wechsler, David (1939). The Measurement of Adult Intelligence. Baltimore (MD): Williams & Witkins.
- Weiss, Lawrence G.; Saklofske, Donald H.; Coalson, Diane; Raiford, Susan, eds. (2010). WAIS-IV Clinical Use and Interpretation: Scientist-Practitioner Perspectives. Practical Resources for the Mental Health Professional. Alan S. Kaufman (Foreword). Amsterdam: Academic Press. ISBN 978-0-12-375035-8.
- Wechsler, David (1958). The Measurement and Appraisal of Adult Intelligence (4th ed.). Baltimore (MD): Williams & Witkins. Retrieved 4 June 2013.